# Opilioparamo meridensis
Opilioparamo meridensis is een hooiwagen uit de familie Zalmoxioidae.